# Mecynargus pyrenaeus
Espèce
Synonymes
- Rhaebothorax pyrenaeus Denis, 1950

Mecynargus pyrenaeus est une espèce d'araignées aranéomorphes de la famille des Linyphiidae.

## Distribution
Cette espèce est endémique de Midi-Pyrénées en France. Elle se rencontre dans les Hautes-Pyrénées.

## Étymologie
Son nom d'espèce lui a été donné en référence au lieu de sa découverte, les Pyrénées.

## Publication originale
- Denis, 1950 : Araignées de la région d'Orédon (Hautes-Pyrénées). Bulletin de la Société d'Histoire naturelle de Toulouse, vol. 85, p. 77-113.